# Mura di Roma
(Tito Livio, Ab Urbe condita, I,7,2-3)
Le mura di Roma sono i sei distinti sistemi difensivi sviluppati nel corso dei secoli, dalle origini della città fino al XVII secolo, tuttora in gran parte visibili. Roma, infatti, è l'unica capitale europea ad avere conservato quasi interamente il circuito delle sue mura e le porte.
La città capitolina si munì di una cinta muraria fin dalle sue prime fasi, quando le mura non avevano solamente valore difensivo ma erano ritenute sante, in quanto sarebbe stato punito chiunque le avesse violate; la santità delle mura venne meno già in età repubblicana, quando avvenne il distacco tra la cerchia muraria e il pomerium, il confine sacro dell'urbs.

## Cinte murarie

### Mura romulee
Secondo la tradizione, la fondazione di Roma sarebbe avvenuta intorno alla metà dell'VIII secolo a.C. (l'erudito Marco Terenzio Varrone Reatino la collocò precisamente il 21 aprile 753 a.C.); il mitico fondatore sarebbe stato Romolo, la cui abitazione (Casa Romuli), identificata in una capanna, era posta sul Palatino.
Sul colle sono stati rinvenuti i resti di un muro di fortificazione dell'VIII secolo a.C., probabilmente parte della primitiva cinta muraria descritta da Tacito negli Annales: di forma quadrangolare, racchiudeva un'area di 285 ettari e in essa si sarebbero aperte tre porte, la Mugonia, la Romanula e quella, presso il Foro Boario, in corrispondenza delle Scalae Caci.

### Mura serviane
La prima grande cinta muraria viene attribuita, secondo la tradizione, all'epoca del re Servio Tullio; tuttavia, le mura cosiddette "serviane" sono state costruite verosimilmente nel IV secolo a.C., motivo per cui vengono definite anche mura repubblicane. Misuravano circa 11 km e racchiudevano 6 dei 7 colli, Quirinale, Viminale, Esquilino, Palatino, Celio e Aventino (mentre il Campidoglio era dotato di una fortificazione propria). Secoli dopo, in età imperiale, esse furono abbandonate, parzialmente distrutte e sostituite dalle mura aureliane.
Attualmente sono visibili i tratti superstiti in diverse parti della città, ad esempio al Campidoglio, a largo Magnanapoli e presso la stazione Termini, dove sorgeva il tratto più fortificato, corrispondente all'antico aggere serviano. Nella cinta si aprivano dieci porte, tra cui la Porta Viminale, la Porta Esquilina (probabilmente divenuta arco di Gallieno), la Porta Querquetulana (dove successivamente fu costruita la basilica dei Santi Quattro Coronati) e la Porta Caelimontana (identificata nell'arco di Dolabella).

### Mura aureliane
Fatte costruire tra il 271 e il 275 dall'imperatore Aureliano (da cui prendono il nome), queste mura si estendono per circa 19 km e delimitano, salvo qualche eccezione, l'attuale centro storico di Roma. In esse si aprono numerose porte, in corrispondenza di ciascuna grande via consolare; altrettanto numerose le posterulae, porte secondarie.
Furono restaurate e rinforzate all'inizio del IV secolo dall'imperatore Massenzio e ristrutturate nel biennio 401-402 dall'imperatore Onorio per difendere la città dalla minaccia dei Goti; in tale occasione l'altezza delle mura, che oscillava tra 6 e 8 metri, fu raddoppiata. Altri restauri furono compiuti ad opera di Belisario (VI secolo). Attualmente la lunghezza delle mura, che si presentano in buone condizioni, misura circa 13 km. All'interno della cerchia delle mura aureliane è stato inserito il muro Torto, un muraglione costruito nell'antichità come contenimento degli Horti Aciliorum.

### Mura leonine

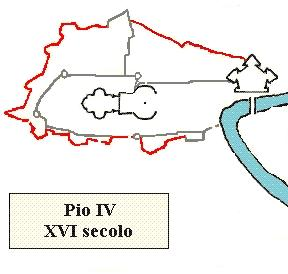
Tracciato delle mura leonine dopo gli interventi di papa Pio IV

Le mura leonine prendono il nome dal Papa che le fece erigere intorno alla metà del IX secolo, Leone IV. Il pontefice fu l'ideatore della civitas Leonina, costruita tra l'848 e l'852 a protezione dell'antica basilica vaticana dalle scorrerie dei saraceni.
Durante il pontificato di Niccolò III fu aggiunto il Passetto di Borgo (o Corridore, "corridoio"), che collega Castel Sant'Angelo al Vaticano: fu spesso usato dai Papi in casi di estrema necessità (nel 1527 ne usufruì papa Clemente VII, in fuga durante il sacco di Roma).
Delle mura, che misuravano circa 5 km ed erano dotate di 44 torri, rimane in piedi il tratto compreso tra Castel Sant'Angelo e la Torre di San Giovanni, all'interno dei Giardini Vaticani.

### Mura vaticane

Mappa della Città del Vaticano

Le mura vaticane circondano e delimitano la Città del Vaticano. Realizzate sotto i pontificati di Paolo III (1534-1549), Pio IV (1555-59) e  Pio V (1559-65), furono erette a difesa della basilica di San Pietro e del Colle Vaticano, formando così un'unica fortificazione con le mura leonine, di cui oggi sono considerate parte.
Nella parte settentrionale si erge il bastione di Michelangelo (o del Belvedere), costruito nel 1534; da esso partiva la muraglia collegata con Castel Sant'Angelo e parallela al Passetto di Borgo: tra il nuovo muro e il corridore furono realizzati i cosiddetti Borghi Nuovi.
Alcune porte che si aprivano nella cinta muraria furono in seguito distrutte (come la Porta Angelica) o chiuse (come la Porta Pertusa e la Porta Fabbrica).

### Mura gianicolensi

Pianta delle mura gianicolensi

Le mura gianicolensi sono state realizzate negli anni 1640, durante i pontificati di Urbano VIII e Innocenzo X; andarono a sostituire, con un tracciato diverso, il tratto delle mura aureliane che proteggeva il rione Trastevere.
La cinta muraria va da Porta Portese (ricostruita da papa Innocenzo X) a piazza del Sant'Uffizio, nei pressi di piazza San Pietro. Le mura vengono chiamate gianicolensi dal nome del colle che costeggiano, il Gianicolo.

## Galleria d'immagini

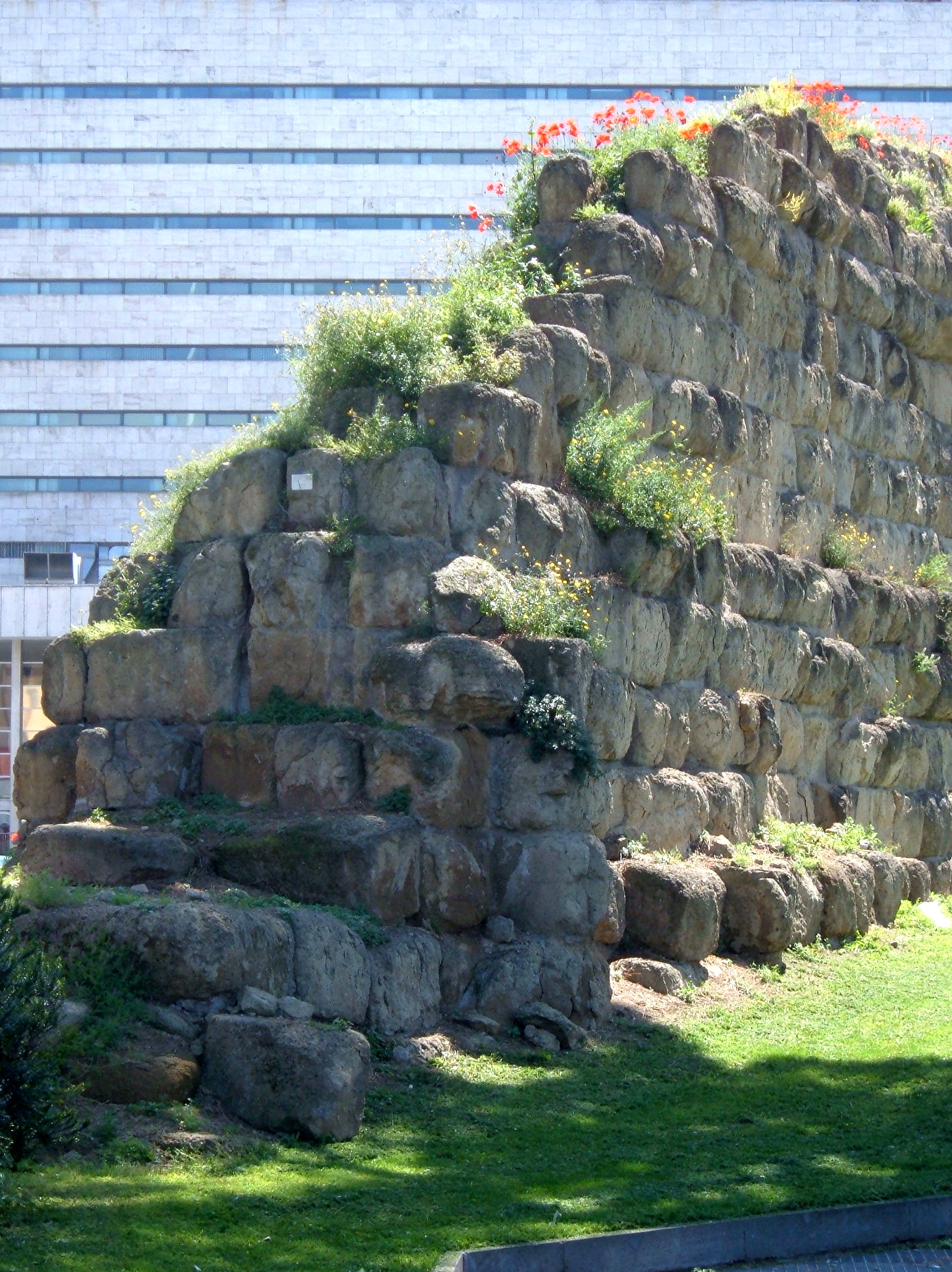
L'aggere serviano nei pressi della stazione Termini
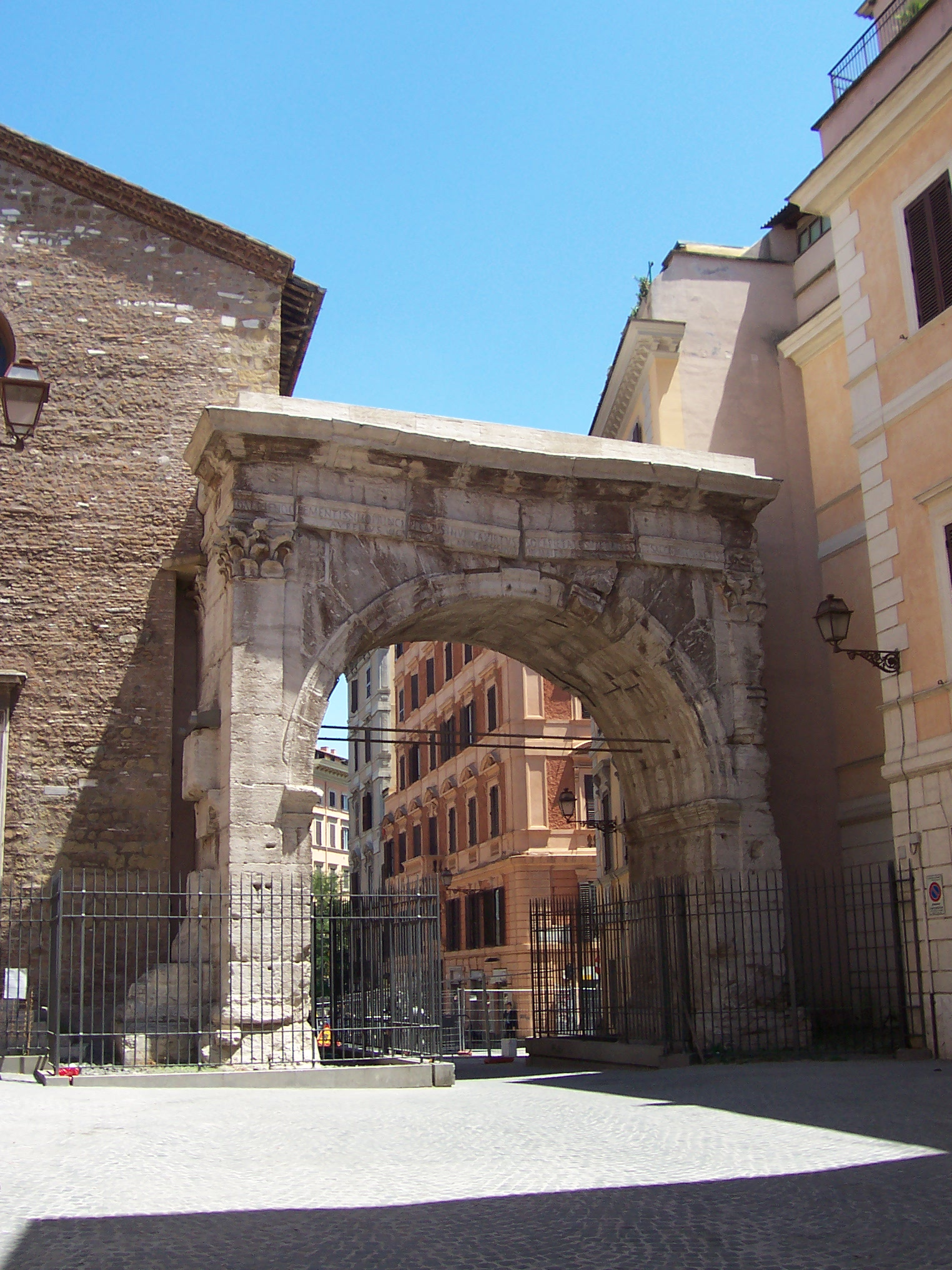
Arco di Gallieno (Porta Esquilina)
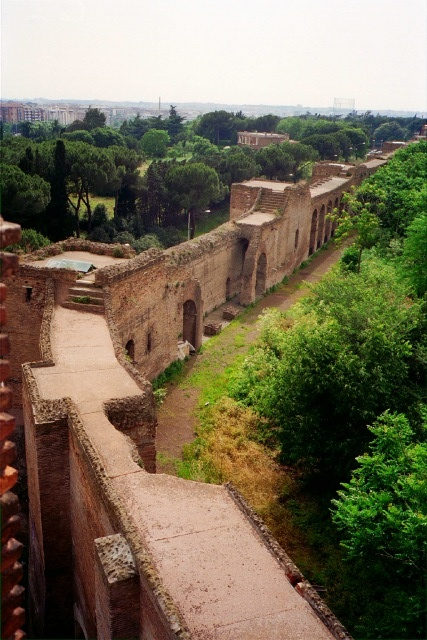
Tratto delle mura aureliane
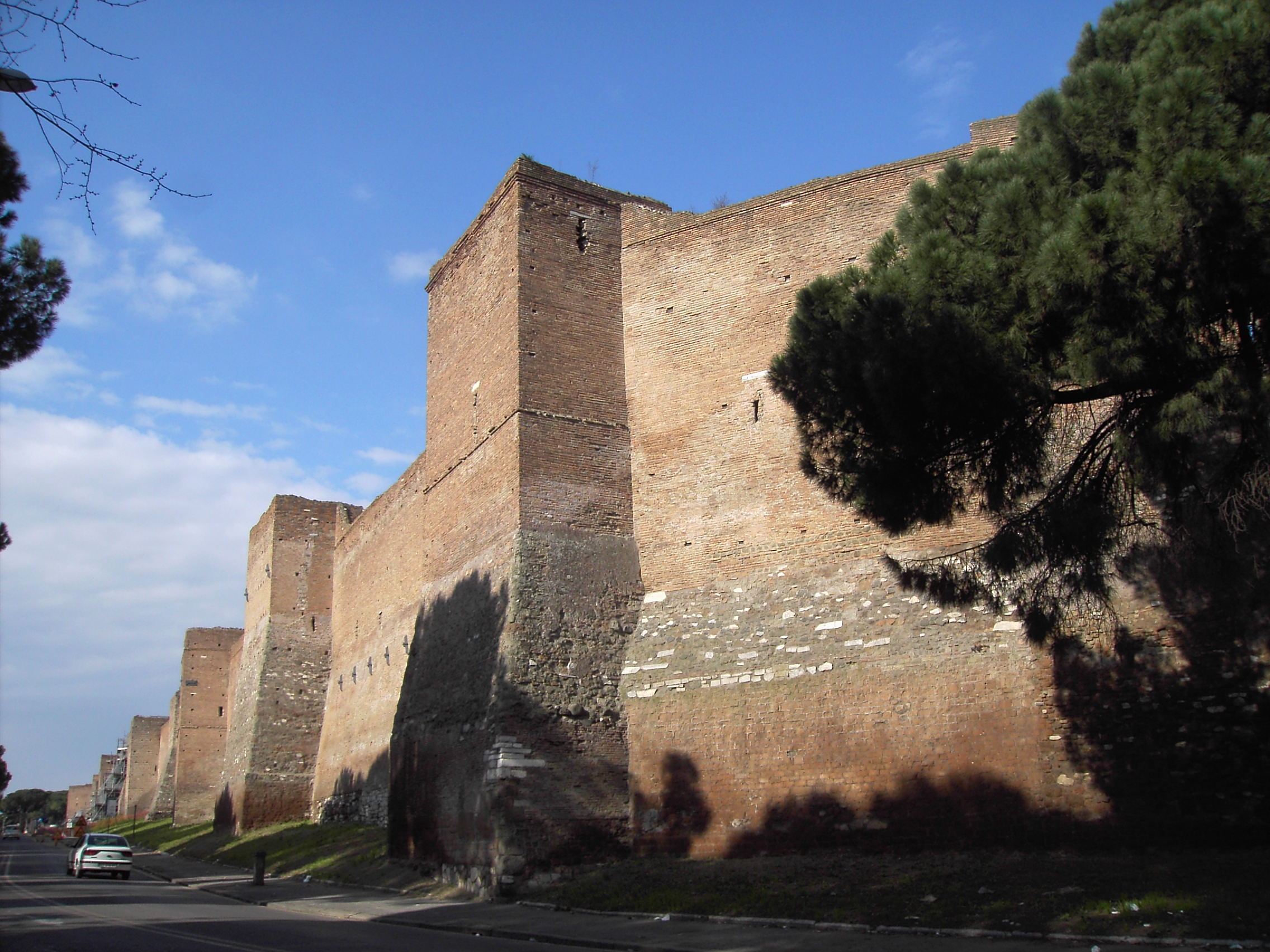
Mura aureliane tra Porta San Sebastiano e Porta Ardeatina
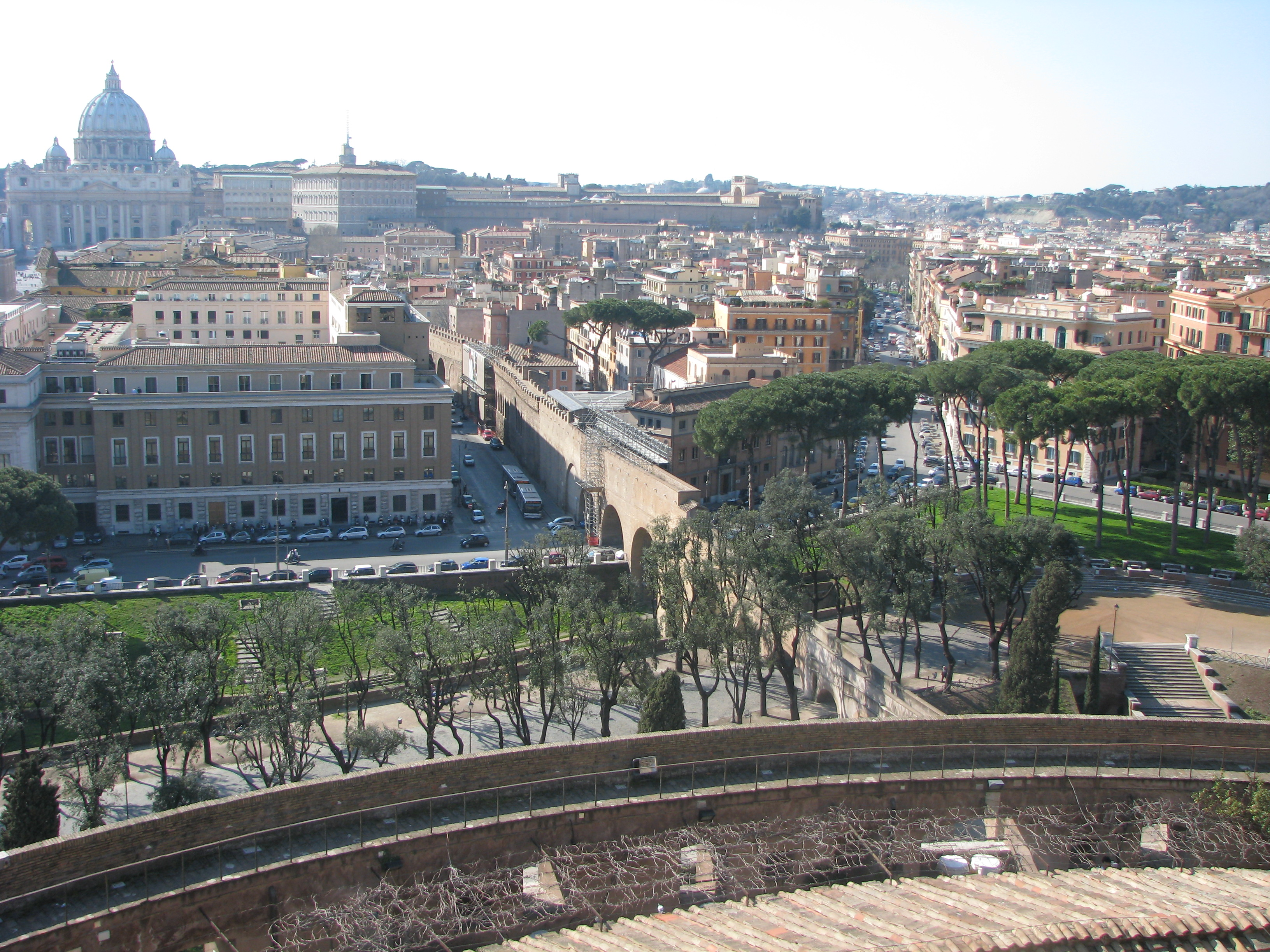
Il Passetto di Borgo tra Castel Sant'Angelo e il Vaticano
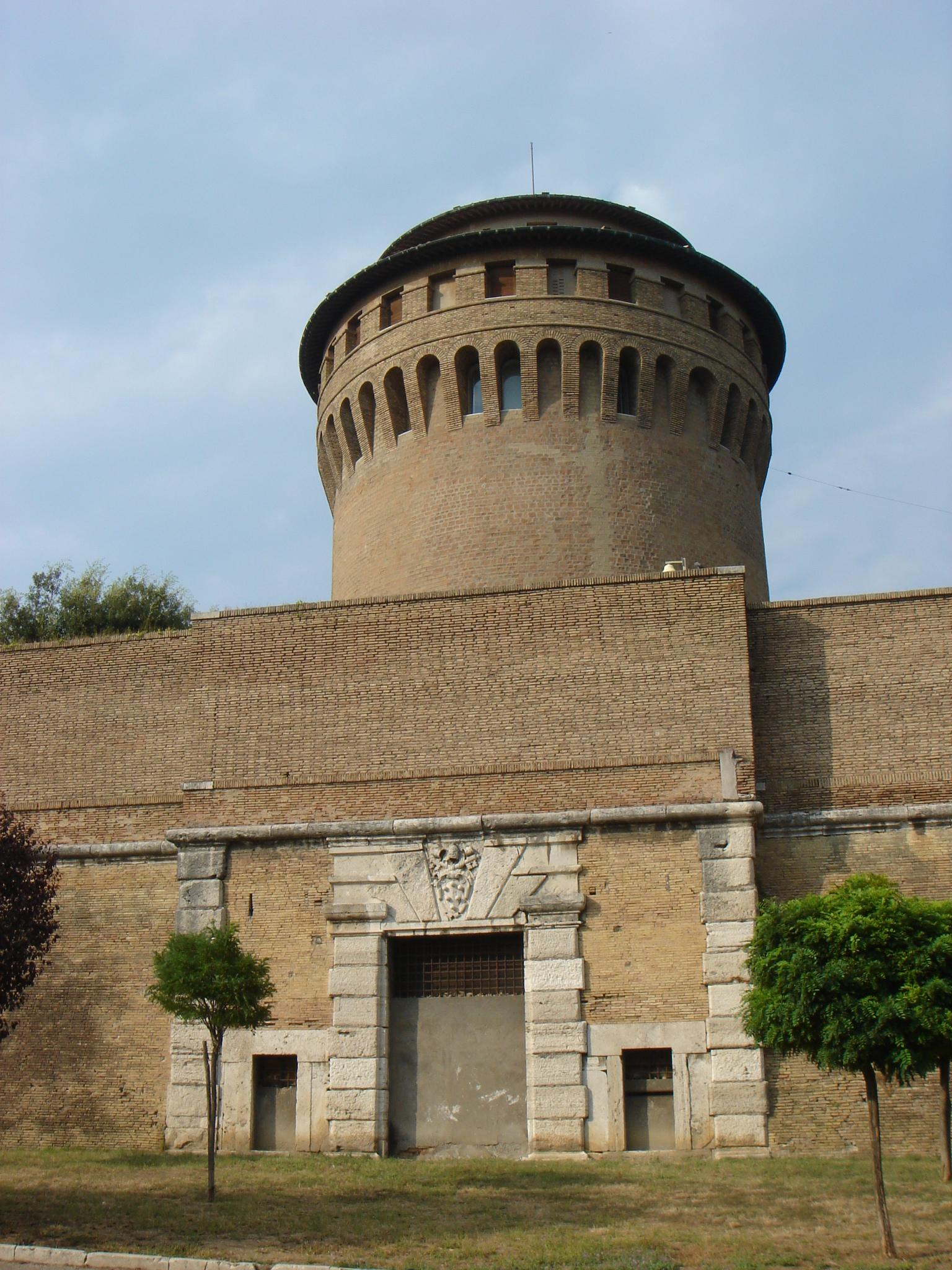
Porta Pertusa
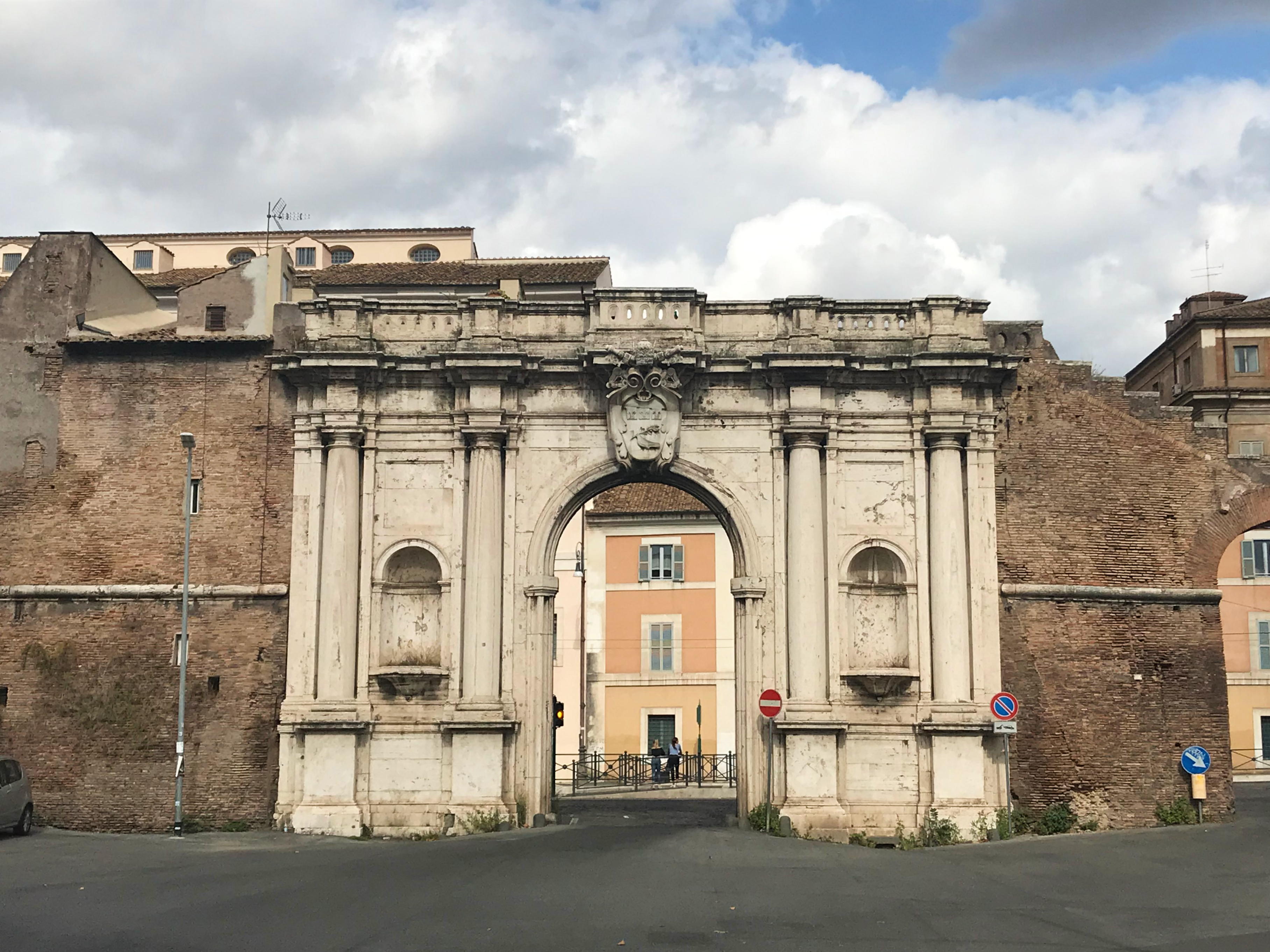
Porta Portese a Trastevere
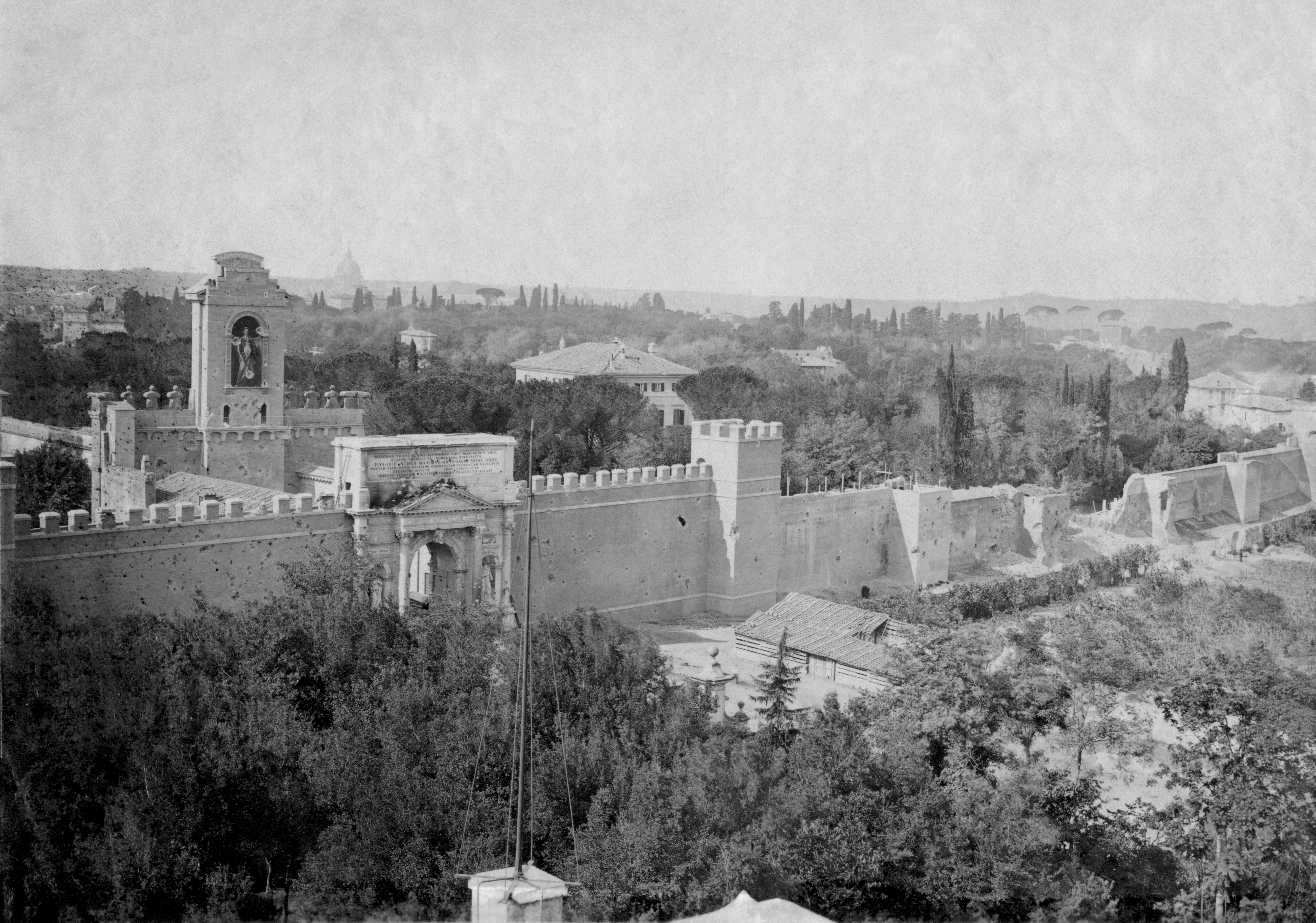
Il tratto delle mura aureliane presso Porta Pia, dopo il 20 settembre
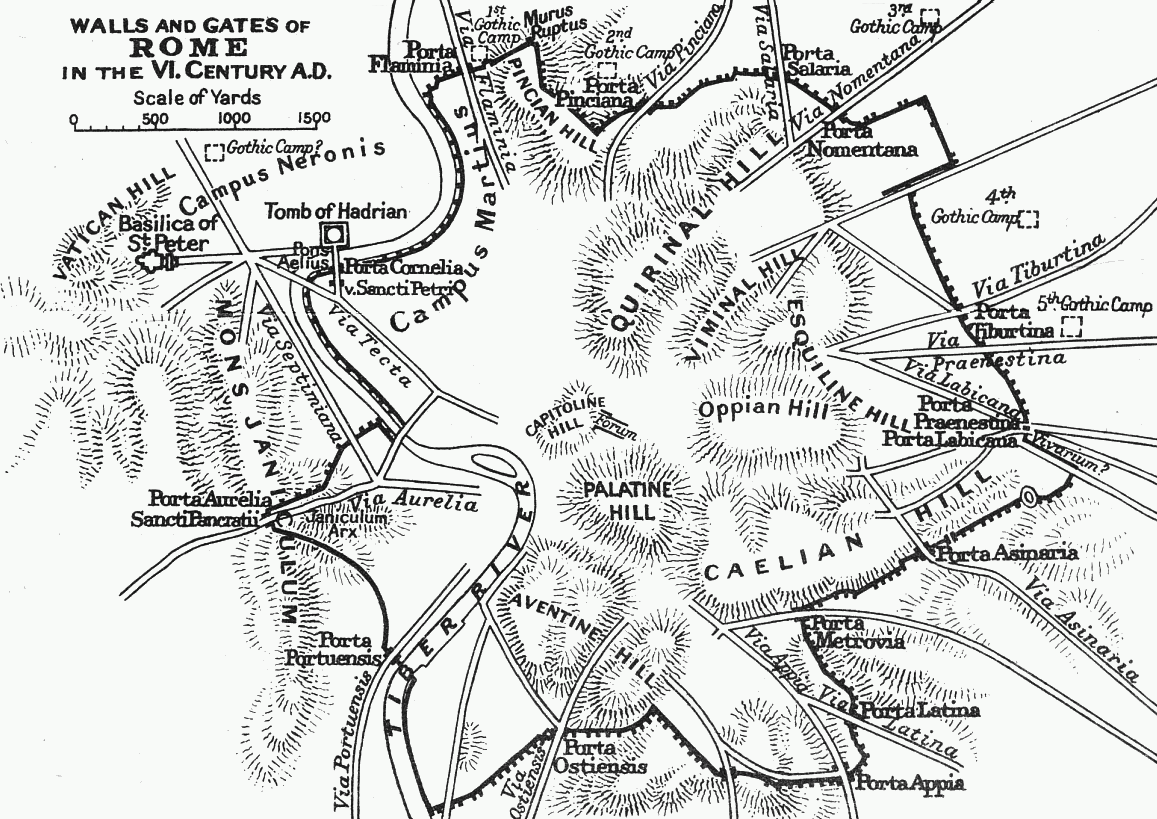
Mura di Roma nel VI secolo, carta di Stanford